# Ralph Towner
Pour les articles homonymes, voir Ralph et Towner.
Ralph Towner est un guitariste et pianiste américain de jazz né en 1940 à  Chehalis, dans l'État de Washington.

## Biographie
Ralph Towner grandit dans l'Oregon, élevé par des parents musiciens (sa mère est professeur de piano). Il étudie la composition classique à l'université de l'Oregon et en sort diplômé en 1963. Il part ensuite pour l'Autriche étudier la guitare classique pendant un an et revient à l'université de l'Oregon étudier la composition. Il s'installe en 1968 à New York en tant que guitariste-compositeur pour y faire carrière.
En 1970 il participe à la création du groupe Oregon avec Paul McCandless, Glen Moore, and Collin Walcott. Original par l'instrumentation, le groupe se démarque aussi par son mélange de la musique traditionnelle indienne avec le jazz d'avant-garde, et enregistre des albums qui ont beaucoup d'influence et une certaine popularité. Les années 1970 marquent aussi le début de sa collaboration avec la maison de disques ECM, pour laquelle il enregistre la quasi-totalité de ses disques en tant que leader.
Ralph Towner n'utilise jamais d'amplification, utilisant seulement la guitare classique (à six cordes de nylon) et de façon très régulière une guitare à douze cordes (métalliques). De fait ses groupes sont constitués généralement d'un petit nombre de musiciens acoustiques, mettant l'accent sur la dynamique et l'interaction entre les musiciens plutôt que sur le volume sonore.
Il se consacre aussi beaucoup à la composition, œuvres pour orchestre principalement mais aussi sonate pour piano ou musiques de film.

## Discographie
- 1973 : Trios Solos (avec Glen Moore)
- 1974 : Diary (ECM 1032)
- 1974 : Matchbook
- 1975 : Solstice (ECM)
- 1976 : Sargasso Sea, avec John Abercrombie (ECM)
- 1977 : Solstice Sound and Shadows (ECM)
- 1978 : Batik (ECM)
- 1979 : Old Friends, New Friends (ECM)
- 1980 : Départ (ECM)
- 1980 : Solo Concert (ECM)
- 1982 : Five Years Later
- 1983 : Blue Sun (ECM)
- 1984 : Works, compilation (ECM)
- 1986 : Slide Show
- 1989 : City of Eyes (ECM)
- 1992 : Open Letter (ECM)
- 1992 : Un Altra Vita
- 1993 : If You Look Far Enough (ECM)
- 1994 : Oracle (ECM)
- 1996 : Lost & Found
- 1997 : Ana (ECM)
- 1998 : A Closer View (avec Gary Peacock) (ECM)
- 2001 : Anthem (ECM)
- 2002 : Jade Muse
- 2006 : Time Line (ECM)
- 2008 : From a Dream, avec Slava Grigoryan et Wolfgang Muthspiel
- 2009 : Chiaroscuro, avec Paolo Fresu (ECM 2085)
- 2013 : Travel Guide, avec Slava Grigoryan et Wolfgang Muthspiel (ECM)
- 2017: My foolish Heart  (ECM)
- 2023 : At First Light (ECM)

## Prix
- Prix allemand du disque (de) en 1976 pour l'album Solstice.
- New York Jazz Award dans la catégorie meilleur guitariste acoustique.
- Nomination au Grammy Award en 2000 dans la catégorie meilleur compositeur.

## Principales collaborations
- Oregon
- Marc Johnson
- Jan Garbarek
- Eberhard Weber
- John Abercrombie
- Gary Burton
- Gary Peacock
- Egberto Gismonti
- Paolo Fresu